# Giro di Sassonia 2002
Il Giro di Sassonia 2002, diciottesima edizione della corsa, si svolse dal 24 al 28 luglio 2002 su un percorso di 866 km ripartiti in 6 tappe, con partenza da Lipsia e arrivo a Dresda. Fu vinto dallo svizzero Oscar Camenzind della squadra Phonak Hearing Systems davanti al danese Jørgen Bo Petersen e al tedesco Jürgen Werner.

## Tappe
| Tappa  | Data      | Percorso                              | km    | Vincitore di tappa | Leader cl. generale |
| ------ | --------- | ------------------------------------- | ----- | ------------------ | ------------------- |
| 1ª     | 24 luglio | Lipsia > Lipsia                       | 179,5 | Bobbie Traksel     | Bobbie Traksel      |
| 2ª     | 25 luglio | Oschatz > Klingenthal                 | 188,1 | Oscar Camenzind    | Oscar Camenzind     |
| 3ª     | 26 luglio | Auerbach > Meissen                    | 203   | Robert Förster     | Oscar Camenzind     |
| 4ª     | 27 luglio | Bautzen > Bautzen (cron. individuale) | 30,5  | Robert Förster     | Jørgen Bo Petersen  |
| 5ª     | 27 luglio | Bautzen > Großenhain                  | 108,1 | Steffen Radochla   | Jørgen Bo Petersen  |
| 6ª     | 28 luglio | Dresda > Dresda                       | 156,3 | Peter Wrolich      | Oscar Camenzind     |
| Totale | Totale    | Totale                                | 866   |                    |                     |

## Dettagli delle tappe

### 1ª tappa
- 24 luglio: Lipsia > Lipsia – 179,5 km

| Pos. | Corridore        | Squadra                 | Tempo    |
| ---- | ---------------- | ----------------------- | -------- |
| 1    | Bobbie Traksel   | Rabobank                | 4h05'41" |
| 2    | Robert Förster   | Nürnberger Versicherung | a 1"     |
| 3    | Steffen Radochla | Coast                   | s.t.     |

| Pos. | Corridore      | Squadra  | Tempo    |
| ---- | -------------- | -------- | -------- |
| 1    | Bobbie Traksel | Rabobank | 4h05'31" |

### 2ª tappa
- 25 luglio: Oschatz > Klingenthal – 188,1 km

| Pos. | Corridore        | Squadra         | Tempo    |
| ---- | ---------------- | --------------- | -------- |
| 1    | Oscar Camenzind  | Phonak          | 4h58'08" |
| 2    | Enrico Poitschke | Wiesenhof       | s.t.     |
| 3    | Pierrick Fédrigo | Crédit Agricole | s.t.     |

| Pos. | Corridore       | Squadra | Tempo    |
| ---- | --------------- | ------- | -------- |
| 1    | Oscar Camenzind | Phonak  | 9h03'40" |

### 3ª tappa
- 26 luglio: Auerbach > Meissen – 203 km

| Pos. | Corridore        | Squadra                 | Tempo    |
| ---- | ---------------- | ----------------------- | -------- |
| 1    | Robert Förster   | Nürnberger Versicherung | 5h00'49" |
| 2    | Steffen Radochla | Coast                   | s.t.     |
| 3    | Sven Teutenberg  | Phonak                  | s.t.     |

| Pos. | Corridore       | Squadra | Tempo     |
| ---- | --------------- | ------- | --------- |
| 1    | Oscar Camenzind | Phonak  | 14h04'27" |

### 4ª tappa
- 27 luglio: Bautzen > Bautzen (cron. individuale) – 30,5 km

| Pos. | Corridore        | Squadra                 | Tempo    |
| ---- | ---------------- | ----------------------- | -------- |
| 1    | Robert Förster   | Nürnberger Versicherung | 5h00'49" |
| 2    | Steffen Radochla | Coast                   | s.t.     |
| 3    | Sven Teutenberg  | Phonak                  | s.t.     |

| Pos. | Corridore          | Squadra   | Tempo     |
| ---- | ------------------ | --------- | --------- |
| 1    | Jørgen Bo Petersen | EDS-Fakta | 14h42'21" |

### 5ª tappa
- 27 luglio: Bautzen > Großenhain – 108,1 km

| Pos. | Corridore        | Squadra      | Tempo    |
| ---- | ---------------- | ------------ | -------- |
| 1    | Steffen Radochla | Coast        | 2h09'12" |
| 2    | Sven Teutenberg  | Phonak       | s.t.     |
| 3    | René Haselbacher | Gerolsteiner | s.t.     |

| Pos. | Corridore          | Squadra   | Tempo     |
| ---- | ------------------ | --------- | --------- |
| 1    | Jørgen Bo Petersen | EDS-Fakta | 16h51'33" |

### 6ª tappa
- 28 luglio: Dresda > Dresda – 156,3 km

| Pos. | Corridore        | Squadra      | Tempo    |
| ---- | ---------------- | ------------ | -------- |
| 1    | Peter Wrolich    | Gerolsteiner | 4h08'53" |
| 2    | Sven Teutenberg  | Phonak       | a 25"    |
| 3    | Enrico Poitschke | Wiesenhof    | s.t.     |

| Pos. | Corridore          | Squadra                 | Tempo     |
| ---- | ------------------ | ----------------------- | --------- |
| 1    | Oscar Camenzind    | Phonak                  | 21h00'46" |
| 2    | Jørgen Bo Petersen | EDS-Fakta               | a 2"      |
| 3    | Jürgen Werner      | Nürnberger Versicherung | a 28"     |

## Classifiche finali

### Classifica generale
| Pos. | Corridore          | Squadra                      | Tempo     |
| ---- | ------------------ | ---------------------------- | --------- |
| 1    | Oscar Camenzind    | Phonak Hearing Systems       | 21h00'46" |
| 2    | Jørgen Bo Petersen | EDS-Fakta                    | a 2"      |
| 3    | Jürgen Werner      | Team Nürnberger Versicherung | a 28"     |
| 4    | Thomas Liese       | Team Nürnberger Versicherung | a 42"     |
| 5    | Andreas Klöden     | Team Telekom                 | a 50"     |
| 6    | Eugen Wacker       | Mroz                         | a 1'02"   |
| 7    | Torsten Hiekmann   | Team Telekom                 | a 1'05"   |
| 8    | Enrico Poitschke   | Team Wiesenhof               | a 1'09"   |
| 9    | Michal Hrazdira    | Wüstenrot-ZVVZ               | a 1'25"   |
| 10   | Timo Scholz        | Team Wiesenhof               | a 1'39"   |